# St. Albertus Magnus (Braunschweig)

Innenraum

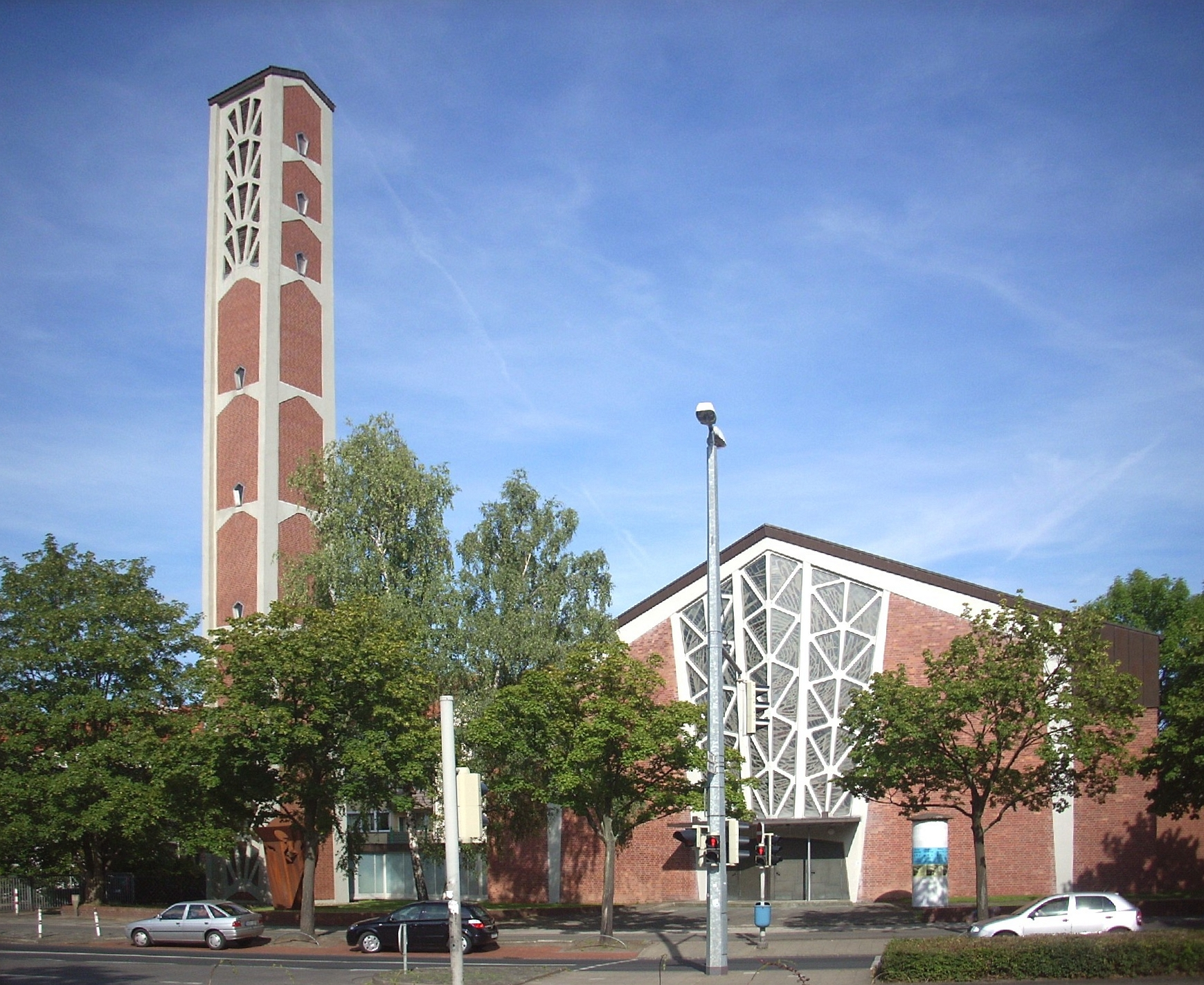
St. Albertus Magnus

St. Albertus Magnus in Braunschweig ist eine katholische Pfarrkirche und die Klosterkirche des Braunschweiger Dominikaner-Konvents. Die Kirche liegt nordöstlich der Altstadt unweit des inneren Straßenrings (Brucknerstraße 6). Die Pfarrgemeinde St. Albertus Magnus gehört zum Dekanat Braunschweig des Bistums Hildesheim.

## Bau und Ausstattung
Die in rund 75 Meter Höhe über dem Meeresspiegel gelegene Albertus-Magnus-Kirche wurde nach Plänen von Hans Joachim Lohmeyer erbaut und am 10. August 1958 durch Bischof Heinrich Maria Janssen konsekriert. Benannt ist sie nach dem Dominikaner und Kirchenlehrer Albertus Magnus. Am 1. Oktober 1958 wurde die Kirchengemeinde St. Albertus Magnus eingerichtet, am 1. Oktober 1970 wurde sie zur Pfarrei erhoben.

Marienkapelle

Sie ist eine weiträumige Hallenkirche aus Backstein mit Betonpfeilern und netzartigen Betonverstrebungen sowie einem getrennt stehenden hohen und schlanken Turm.
Seit Ende der 1990er Jahre wurden Kirche und Kloster zu einem Zentrum der Begegnung von Spiritualität und Kunst. Die gegenwärtige Ausstattung der Kirche mit künstlerischen Objekten stammt weitgehend von Gerd Winner, so das Altarbild, die Kreuzwegstationen an der rechten Wand und das Altarbild in der Kapelle. Die Marienvariationen an der linken Wand schuf seine Frau Ingema Reuter.
Die Orgel wurde 2002 vom Orgelbau Mühleisen erbaut. Das Instrument hat 34 Register auf drei Manualwerken und Pedal.

## Kindergarten
Zur Pfarrgemeinde St. Albertus Magnus gehört auch der gleichnamige nördlich der Kirche gelegene Kindergarten. Er entstand durch Umbau der ehemaligen Gaststätte Hagengarten und wurde 1963 eröffnet. Nach mehrmaligem Umbau und Modernisierung werden heute in drei altersgemischten Gruppen etwa 70 Kinder im Alter von drei bis sechs Jahren betreut.

## Jugendarbeit
Ein wichtiger Pfeiler der Pfarrgemeinde St. Albertus Magnus ist die Jugendarbeit. Mit unterschiedlichsten Gruppen sollen Kinder und Jugendliche aus der Region rund um Braunschweig angesprochen werden und gemeinsam Zeit in den Räumen der Gemeinde verbringen. Unter anderem gibt es folgende Gruppen:
- Familien- und Kindermusikgruppe „Kinderschola“
- diverse mehrsprachige Krabbel- und Spielgruppen
- Pfadfinder des DPSG Pfadfinderstamms „Martin Luther King“

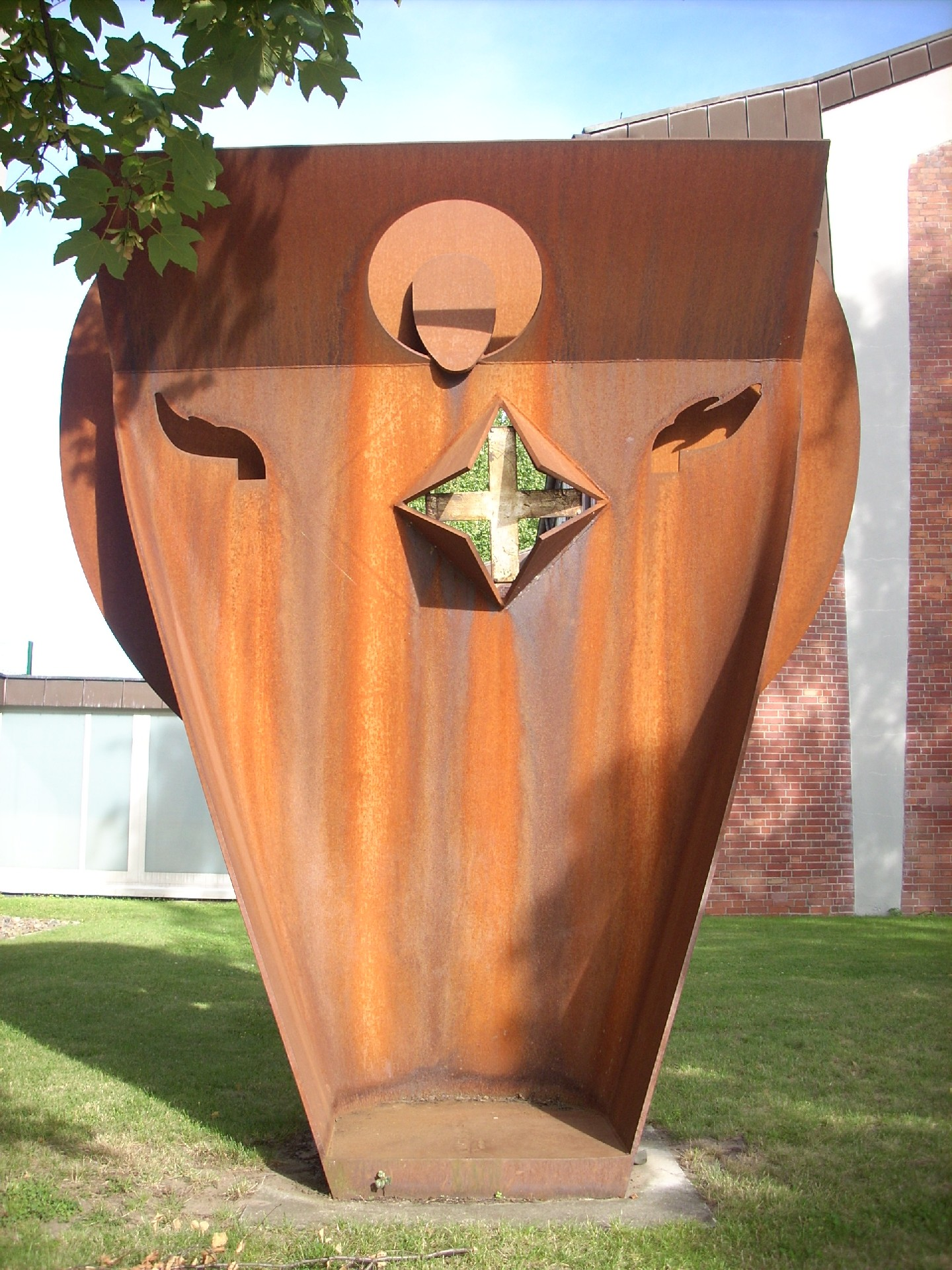
Porte du Ciel von Jean Ipoustéguy

- mehrere MessdienergruppenPorte du Ciel von Jean Ipoustéguy

## Messdiener
Seit vielen Jahren gibt es in der Gemeinde St. Albertus Magnus Braunschweig eine große Zahl an Messdienern. Aktuell sind etwa 85 Kinder und Jugendliche als Messdienerinnen und Messdiener am Altar im Dienst und bilden damit eine der größten Messdienergemeinschaften in der Region Braunschweig. Neben dem Dienst in den Gottesdiensten finden auch viele weitere Aktivitäten statt. So gibt es eine starke Verbundenheit zu den dominikanischen Klöstern in Vechta, Hamburg, Klausen, Leipzig, Freiburg und Worms. Einmal im Jahr findet daher ein großes Messdienertreffen mit den Messdienern aus den Gemeinden immer an einem anderen Ort statt.

## Kultur im Kloster
Zum Beginn der Corona-Pandemie hat sich die Initiative „Kultur im Kloster“ gebildet. Initiiert wurde das Projekt von drei Jugendlichen aus der Gemeinde, die zunächst durch den Podcast „Bis das Kloster klingt“ die ausgefallenen Gottesdienste für Mitmenschen wieder erlebbar machen wollten. Realisiert wurde das Format in Zusammenarbeit mit den Patres des Dominikanerklosters sowie dem Förderprogramm „generationhochdrei“ des Landesjugendrings Niedersachsen und des niedersächsischen Sozialministeriums. Nach kurzer Zeit wurde das zweite Podcastformat „Krise reimt sich nicht auf Kloster“ geschaffen, worin Menschen aus der Gemeinde zu Wort kommen und sich über diverse Themen unterhalten. Um das vielfältige Kulturprogramm, was vor der Corona-Pandemie ein fester Bestandteil des Gemeindelebens war, wieder aufleben zu lassen, hat sich die Initiative mit verschiedenen Menschen aus der Gemeinde zusammengesetzt und erste Konzepte entwickelt. Unter anderem wurden bereits eine szenische Lesung zum Hohelied der Liebe und eine Lesung zum Leben und den Werken Paul Celans als Video produziert und im Internet veröffentlicht.
Außerdem wurden zu ausgewählten Gottesdiensten rund um die Weihnachts- und Osterzeit sowie zur Aktion #liebegewinnt Livestreams auf YouTube übertragen, die es einer Vielzahl an Menschen trotz der Corona-Pandemie ermöglicht hat, an den einzelnen Gottesdiensten teilzunehmen. Rund um den #liebegewinnt Gottesdienst am 8. Mai 2021 gab es auf dem YouTube-Kanal einige Diskussionen rund um die Themen Homosexualität und Frauen in der katholischen Kirche. Das Kloster St. Albertus Magnus hat sich durch die Teilnahme an der Aktion #liebegewinnt klar positioniert und steht somit für mehr Offenheit und Vielfalt in der katholischen Kirche.
Mit dem Projekt "Neustart Kultur" in Zusammenarbeit mit dem Förderprogramm "4Generations" des Landesjugendrings Niedersachsen und des niedersächsischen Sozialministeriums wurden weitere kulturelle Veranstaltungen im Braunschweiger Dominikanerkloster angeboten. Als erster Teil des Projekts "Neustart Kultur" startete unter dem Titel "5 Künstler, 5 Ecken" eine Ausstellung von jungen, aufstrebenden Künstlern aus der Region Braunschweig, die vom Team Kultur-im-Kloster veranstaltet wurde. Hierzu heißt es im Programmheft der Veranstaltung "5 Künstler, 5 Ecken": "Junge Menschen zeigen, was sie können! Im ersten Teil unseres Projektes stellen fünf Jugendliche im Alter zwischen 17 und 18 Jahren ihre Werke erstmalig aus. Ausgestellt sind Graffiti und Gemälde von:
Anna Werner (17 Jahre alt) 2016 hat sie den Kunstwettbewerb der Ruta de l’Art und 2017 den Lios Club Wettbewerb zum Thema „Fest des Friedens“ gewonnen.
Peter Peiner (18 Jahre alt) 2016 ist sein Interesse an Kunst durch den Kunstunterricht geweckt worden. Seitdem macht er jegliche Art von Kunst hauptsächlich mit Acryl und Aquarellfarbe. Er möchte später gerne Kunst studieren.
Arthur Er ist seit seiner Kindheit von den Graffitis auf Autobahnen fasziniert. Er fing selbst an mit Sprühdosen Graffitis zu erstellen. Hauptsächlich konzentriert er sich auf Buchstaben, probiert jedoch immer Neues aus.
Merle Dingerdissen (17 Jahre alt) Seit der 5. Klasse ist sie an moderner Kunst interessiert und hat mehrfach mit dem Wolfsburger Kunstmuseum zusammengearbeitet. Besonders fasziniert ist sie am Künstler Piet Mondrain. Ihr gefällt die grenzenlose Kreativität der modernen Kunst.
Sarah Gerdesmann (17 Jahre alt) Seit der 1. Klasse nimmt sie am Kunstkurs der Musischen Akademie teil. Besonders faszinieren sie die Künstler Frida Kahlo, Claude Monet und Pierre-Auguste Renoir. Nach der Schule möchte sie einen kreativen Job ausüben und möglicherweise Mediendesign studieren."
Die Vernissage fand am 2. September 2021 im Großen Saal des Dominikanerklosters an der Brucknerstraße statt und wurde unter coronakonformen Bedingungen mit etwa 60 Teilnehmern gefeiert. Im Anschluss konnte die Ausstellung im Stile der Pop-up-Konzepts zwei Wochen lang von Interessierten kostenfrei besucht werden. Die Ausstellung wurde ebenso als virtuelle 360-Grad-Ausstellung im Internet aufbereitet, sodass diese jederzeit zugänglich ist.
Den zweiten Teil des Projekts bildete das Jahresabschlusskonzert der A-Cappella-Band Alte Bekannte, welches mit einer Vielzahl an freiwilligen Helfern und des Kultur-im-Kloster-Teams ausgetragen wurde. Das Konzert fand am 10. Dezember 2021 im Kirchgebäude des Dominikanerklosters statt und wurde im hybriden Format, in Präsenzform mit Unterstützung durch einen Livestream im Internet, angeboten. Insgesamt konnten an dieser Veranstaltung mit einem strengen 2G+-Hygienekonzept  rund 2.500 Personen online und in Präsenz teilnehmen. Aufgrund der Coronasituation im Winter 2021 mussten im November und Dezember viele Konzerte von Alte Bekannte abgesagt werden, sodass das Konzert in Braunschweig der Band einen guten Abschluss für das Jahr geboten hat.